# Lanrodec
Lanrodec (tiếng Breton: Lanrodeg) là một xã của tỉnh Côtes-d’Armor, thuộc vùng Bretagne, tây bắc Pháp.

## Dân số
Người dân ở Lanrodec được gọi là Lanrodéciens.